# ロックダウン (映画)
『ロックダウン』（Locked Down）は2021年に配信されたアメリカ合衆国の犯罪映画。監督はダグ・リーマン、主演はアン・ハサウェイとキウェテル・イジョフォーが務めた。
本作は日本国内で劇場公開されなかったが、2021年7⽉7⽇にDVDレンタル（ビデオスルー）、同年11月3日にデジタル配信（レンタル・販売の両方）がそれぞれ開始された。

## ストーリー
新型コロナウイルスの感染拡大が止まらず、ついにロックダウンが発令されたロンドン。トラック運転手のパクストン・リッグスは公私両面で行き詰まっていた。思うようにキャリアを積めないことに苦悩する中、妻のリンダから離婚を突きつけられたのである。その一方、リンダもCEOを務めるアパレル会社の業績が悪化し、従業員の解雇に踏み切らざるを得ないという苦境に陥っていった。
そんなある日、パクストンは上司（マルコム）から閉店するハロッズの店舗から商品を運び出すよう命じられた。その話を聞いたリンダはとんでもないことを思いついた。「あの店の金庫には300万ポンドのダイヤモンドが保管されていたはず。ロックダウンで警備も手薄になっている今なら、在庫の運び出しに乗じてそのダイヤを盗み出せるかもしれない」と。2人はこれなら閉塞を打破できると確信し、大勝負に打って出た。

## キャスト
※括弧内は日本語吹替。
- リンダ・サーマン: アン・ハサウェイ（甲斐田裕子）
- パクストン・リッグス: キウェテル・イジョフォー（竹田雅則）
- マイケル・モーガン: スティーヴン・マーチャント
- ケイト: ミンディ・カリング
- シャーロット: ルーシー・ボイントン
- デヴィッド: デュレ・ヒル（俊藤光利）
- マリア: ジャズミン・サイモン（鹿野真央）
- ドナルド: マーク・ゲイティス
- ソロモン: ベン・スティラー（堀内賢雄）
- マルコム: ベン・キングズレー（佐々木勝彦）
- エッシェン: クレス・バング
- マーティン: サム・スプルエル
- ビルディ: フランシス・ラフェル
- ナターシャ: ケイティ・リューング

## 製作
2020年7月、スティーヴン・ナイトとZoomでミーティングをしている最中、ダグ・リーマン監督はロックダウン下で新作映画を作るという「とち狂ったアイデア」を思いついた。リーマン監督はそのアイデアを直ちに実行に移し、手始めに、施設内で撮影を行う許可を求めてハロッズと交渉することにした。そして、脚本どころかストーリーの大枠すらできていない状態だったにも拘らず、ハロッズから撮影の許可を取り付けることに成功した。ハロッズが施設内での映画撮影を認めたのは初めてのことであった。
9月9日、アン・ハサウェイが本作の出演交渉に臨んでいると報じられた。30日、ベン・スティラー、スティーヴン・マーチャント、キウェテル・イジョフォー、リリー・ジェームズ、マーク・ゲイティス、ジャズミン・サイモン、デュレ・ヒルの出演が決まったとの報道があった。10月12日、ミンディ・カリング、ベン・キングズレー、ルーシー・ボイントン（降板することになったジェームズの代役）がキャスト入りした。12月30日、ジョン・パウエルが本作で使用される楽曲を手がけるとの報道があった。

### 撮影
本作の主要撮影は2020年9月下旬にロンドンで始まった。ロックダウン下の撮影だったため、ソーシャル・ディスタンスの確保には細心の注意が払われた。また、コロナの感染状況が悪化した場合、撮影中止を余儀なくされることが予想されたため、リーマン監督は急ピッチで本作の撮影を進めていった。撮影現場ではカンニングペーパーがあちこちに張られることになったが、これは出演者が台詞を覚える時間すらも削ったことによるものである。こうした努力の結果、リーマン監督は撮影をたった18日で終わらせることができた。

## 公開・マーケティング
2020年12月2日、HBO Maxが本作の全米配信権を獲得したと報じられた。2021年1月4日、本作の劇中写真が初めて公開された。5日、本作のオフィシャル・トレイラーが公開された。

## 評価
本作に対する批評家の評価は平凡なものに留まっている。映画批評集積サイトのRotten Tomatoesには62件のレビューがあり、批評家支持率は45%、平均点は10点満点で5点となっている。サイト側による批評家の見解の要約は「『ロックト・ダウン』は宝石強盗・ロックダウン・夫婦ドラマといった要素を盛り込んでいるが、それらの相乗効果を生み出せていない。」となっている。また、Metacriticには26件のレビューがあり、加重平均値は45/100となっている。